# Cazás
Cazás (llamada oficialmente San Xulián de Cazás) es una parroquia española del municipio de Germade, en la provincia de Lugo, Galicia.

## Etimología
Registrado como S. Iulianus de Cazanes en 1128, el origen del nombre probablemente proceda del latín (uilla) Cazanis, indicando la pertenencia a un possessor llamado Caza, nombre de origen germánico.

## Organización territorial
La parroquia está formada por treinta y ocho entidades de población, constando treinta y cinco de ellas en el nomenclátor del Instituto Nacional de Estadística español:

### Entidades de población
Entidades de población que forman parte de la parroquia:
- A Carballosa
- A Casanova do Campo
- A Castiñeira
- A Fraga
- A Golpilleira
- A Pena
- A Penadarca (A Pena de Arca)
- A Silvela
- As Rozasvedras (As Rozas Vedras)
- Casavella (A Casavella)
- Castro da Igrexa (O Castro da Igrexa)
- Cubillón (Covillón)
- Fonteboa
- Freán
- Landoy (Landoi)
- Marmoiral
- Mede
- Mollafariña (Mediafariña)
- O Aruxo
- O Barreiro
- O Castelo
- O Lugarbello (O Lugar Vello)
- O Pazo
- O Rego do Corzo
- O Rego do Sapo
- Os Carpizos
- O Seixo
- O Seo
- Pedra do Val (A Pedra do Val)
- Pedraspardas (Pedras Pardas)
- Pedreiras (As Pedreiras)
- Pepín
- Preanes
- Rosende
- San Xurxo

### Despoblados
Despoblados que forman parte de la parroquia:
- Escuriscada (Escoriscada)
- O Campo
- O Capeirón

## Demografía
| Gráfica de evolución demográfica de Cazás entre 2000 y 2019 |
|                                                             |
| Datos según el nomenclátor publicado por el INE.            |